# Рутана (провинция)
Рутана е една от 18-те провинции на Бурунди. Обхваща територия от 1959,45 km2. Столица е едноименният град Рутана.
Провинция Рутана е създадена на 26 септември 1960 г. като част от националните политически и административни реформи, инициирани от белгийската колониална администрация в Руанда-Урунди. През 1962 г. Бурунди получава независимост и новата конституция на страната намалява броя на провинциите, вливайки Рутана в Бурури и Руйиги.

## Общини
Провинция Рутана включва шест общини:
- община Букемба
- община Гихаро
- община Гитанга
- община Мпинга-Кайове
- община Мусонгати
- община Рутана